# Alliance arménienne
Cette page contient des caractères spéciaux ou non latins. S’ils s’affichent mal (▯, ?, etc.), consultez la page d’aide Unicode.
L'Alliance arménienne (en arménien Հայաստան դաշինք, romanisé Hayastan dashink, abrégé HD) est une coalition de partis politiques et groupe parlementaire arménien.
Sa principale figure est Robert Kotcharian, ancien président de 1998 à 2008.

## Résultats électoraux

### Élections législatives
| Année | Voix    | %     | Sièges   | Gouvernement |
| ----- | ------- | ----- | -------- | ------------ |
| 2021  | 269 481 | 21,11 | 29 / 107 | Opposition   |